# Yukarıdikencik, Çarşamba
Yukarıdikencik là một xã thuộc huyện Çarşamba, tỉnh Samsun, Thổ Nhĩ Kỳ. Dân số thời điểm năm 2010 là 313 người.